# Marlies Seeliger-Crumbiegel

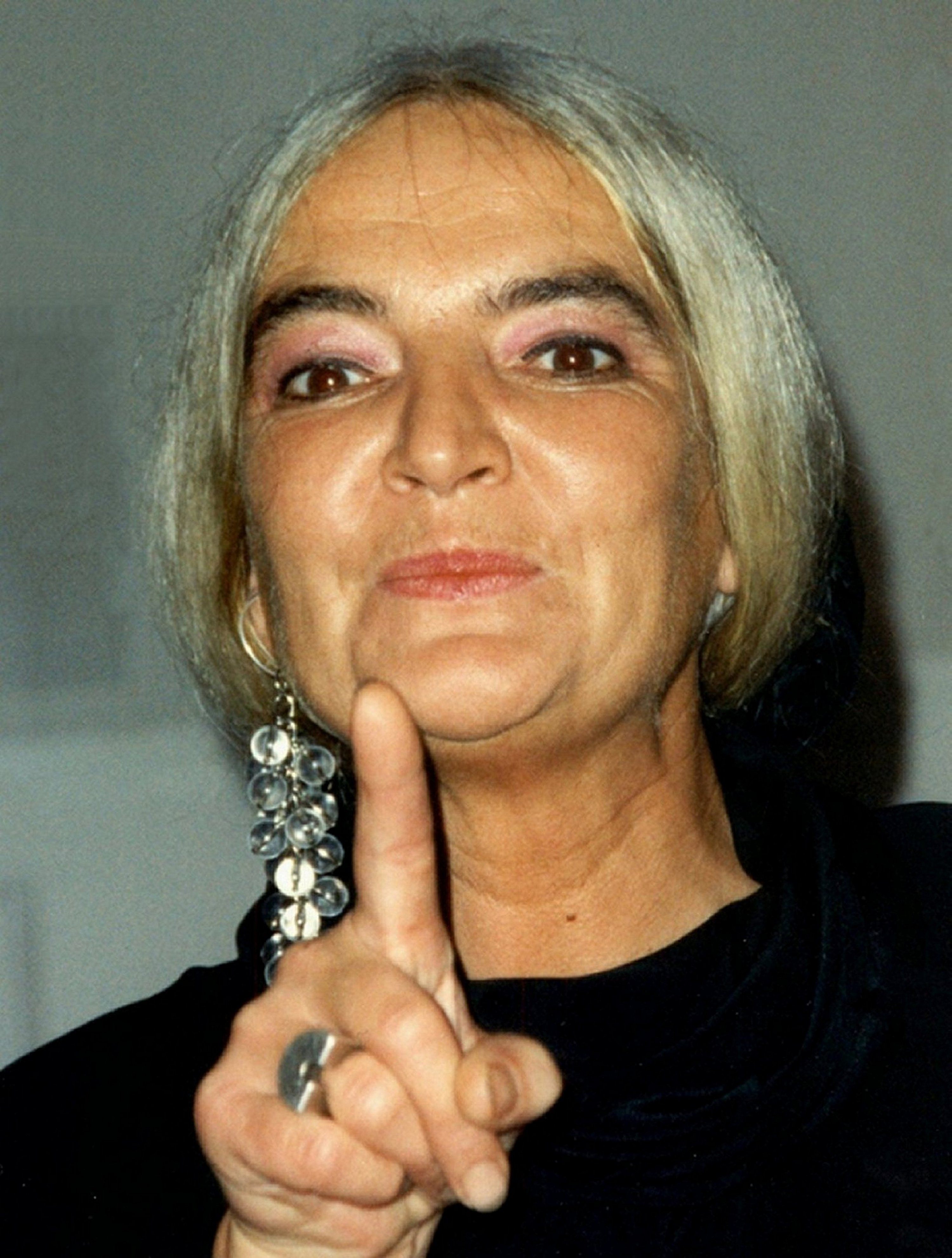
Marlies Seeliger-Crumbiegel

Marlies Seeliger-Crumbiegel  (* 28. November 1946 in Rheydt, Mönchengladbach; † 20. April 2012 in Heinsberg/Rheinland) war eine deutsche Künstlerin (Bildhauerei, Keramik, Porzellan-Design) und Kunstlehrerin, -vermittlerin und Galeristin.

## Leben

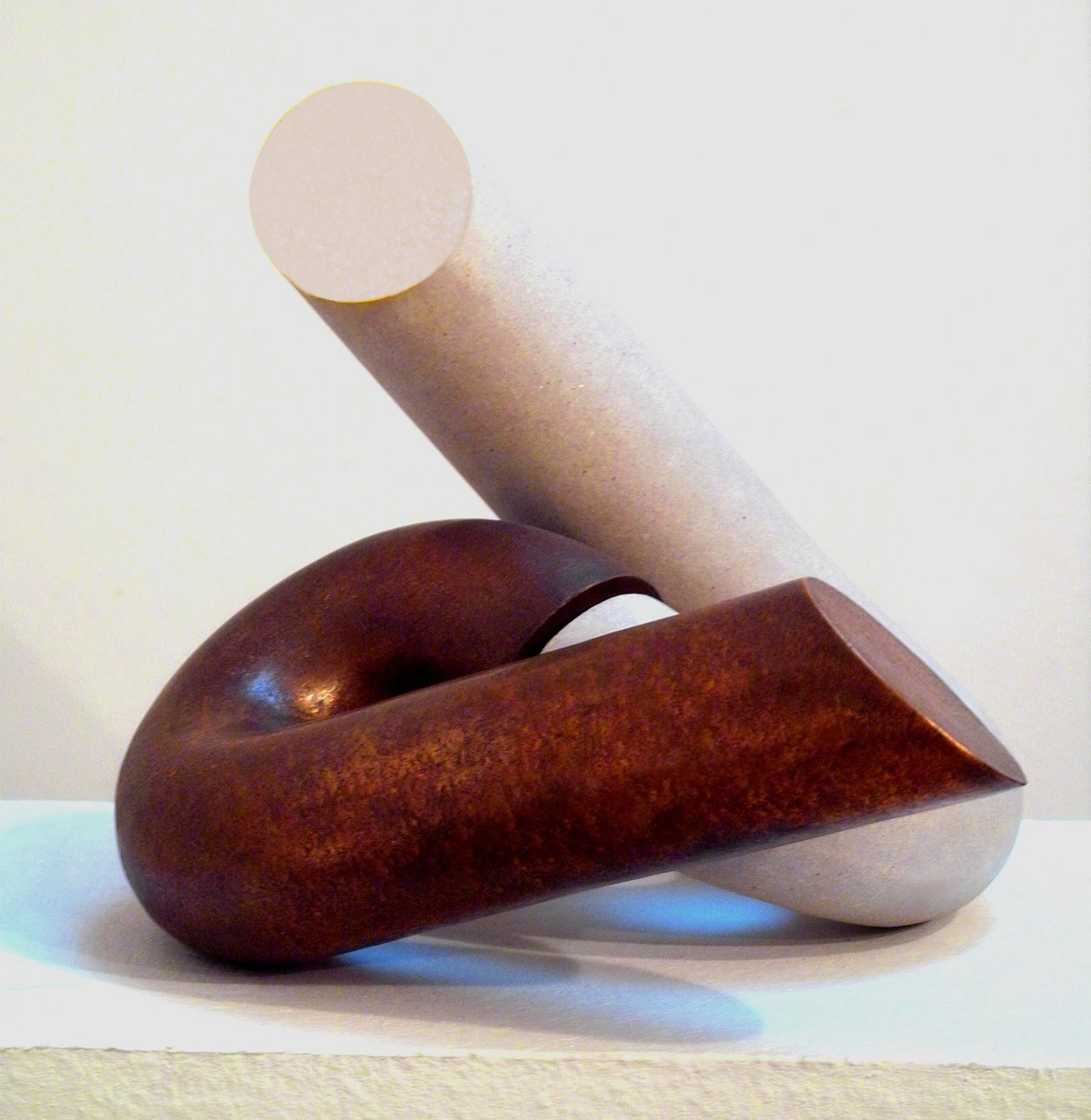
Marlies Seeliger-Crumbiegel: Windung, mit Kupfer galvanisierte Keramische Plastik, B 45, H 37cm, 1981

Marlies Seeliger-Crumbiegel absolvierte von 1963 bis 1965 eine Tischlerlehre in Krefeld. Von 1966 bis 1970 studierte sie an der Werkkunstschule Krefeld Keramik- und Porzellan-Design bei Karl Heinz Modigell und  Ernst-August Sundermann. Ihre künstlerischen Ambitionen führten 1972–1973 zu einem weiteren Studium der Bildhauerei in der Klasse von Karl Bobek an der Kunstakademie Düsseldorf. Zusätzlich arbeitete sie als Werklehrerin an einer Schule in Kempen/Rhld. 1970–1971 entwarf sie als freie Mitarbeiterin in der Design-Abteilung der Fürstenberg Porzellanmanufaktur Prototypen für die industrielle Fertigung von Porzellan-Objekten.
Modigell berief sie 1978 als Lehrbeauftragte an die inzwischen in die Hochschule Niederrhein integrierte Studienrichtung Keramik- und Porzellan-Design. Hier entwickelte sie experimentell die Technik elektrolytischer Galvanisation auf keramische Oberflächen, die sie als gestalterisches Element in ihren freien keramischen Plastiken, besonders den Windungen benutzte. 1981 begann ihre künstlerische Zusammenarbeit mit Dieter Crumbiegel, der die Studienrichtung übernahm. 1983 heiratete sie ihn in zweiter Ehe (erste Ehe mit Robert Seeliger) und leitete mit ihm die „Galerie am Winterberg“ in Vlotho/Weser bis 1986. Sie veranstaltete Ausstellungen mit den befreundeten Künstlern Erich Hauser, Rottweil, Adolf Luther, Krefeld, Bernd Damke, Münster, Konrad Quillmann, Hanau und Rudolf Hermann Holst, Oldenburg.
Mit dem 1984 geborenen Sohn Clemens zog sie 1986 nach Krefeld zurück. Zum Internationalen Ceramic-Symposium 1980 nach Irland und an die Helwan-University Kairo fuhr sie mit ihrem Mann und nahm an den Veranstaltungen teil. 1983–1985 gewann die Kooperation mit Dieter Crumbiegel verschiedene Wettbewerbe der Staatshochbauämter in Bonn und Emden: das neue Arbeitsamt Köln und die Marine Station Borkum. 1992 erwarben Marlies Seeliger-Crumbiegel und ihr Ehemann ein Anwesen in Heinsberg/Rheinland, das zu verschiedenen Ateliers für Malerei, Keramische Plastik und Glas-Design ausgebaut wurde. Hier entstand die „Private Kunstschule Heinsberg“ mit Workshops, Kursen und Vorträgen mit der Galerie im End, in der Moderne Kunst, insbesondere Internationale Druckgrafik des 20. Jahrhunderts gezeigt wurde.
Neben ihrer eigenen künstlerischen Arbeit war es für sie wichtig, alle Bevölkerungsschichten an die Werke bildender Kunst heranzuführen, sowie das kulturelle Leben zu fördern, auch über die Region Heinsberg hinaus. So war sie von 2009 bis zu ihrem Tode Vorsitzende des Künstler-Forums Schloss Zweibrüggen e. V. Sie lebte und arbeitete zuletzt in Heinsberg/Rheinland.
Ihr zu Ehren hat die Familie 2013 den „Marlies Seeliger-Crumbiegel-Preis für Bildende Kunst“ ausgelobt, der alle zwei Jahre an Künstler vergeben wird.

## Ausstellungen (Auswahl)
Seit 1972 Einzel- und Gruppenausstellungen keramischer Objekte in der Bundesrepublik Deutschland, den Niederlanden, Irland und Taiwan.
- „Junges Handwerk“, Köln, 1972
- Kramer-Museum, Kempen, Niederrhein, 1973
- Goldschmiedehaus Hanau, 1980, (Katalog mit Abbildungen)
- Atelierausstellung Heiner Balzar, Höhr-Grenzhausen, 1981
- Garlstedter Galerie, Bremen, 1981
- „Keramik aus der EUREGIO“, Venlo, Niederlande, 1982
- Rijhoven, Belgien, 1982
- Freilichtmuseum Grefrath, 1982, (Katalog mit Abbildungen)
- „Deutsche Keramik ’82“, Westerwaldmuseum, 1982
- Internationale Ceramic Exhibition, Cork, Irland, 1982, (Katalog mit Abbildungen)
- Temporäre Galerie Schloss Neersen, 1983
- Galerie Trost, Mönchengladbach, 1984
- „Meister der Keramik“, Leverkusen, 1984, (Katalog mit Abbildungen)
- „Zeitgenössische Keramik“, Offenburg, 1987, (Katalog mit Abbildungen)
- Ausstellung zum Kunstpreis, Ludwigshafen, 1988,
- „Meister der Keramik“, Leverkusen, 1989, (Katalog mit Abbildungen)
- „Zeitgenössische Keramik“, Offenburg, 1989, (Katalog mit Abbildungen)
- „Deutsche Keramik ’89“, Westerwaldmuseum, 1989,
- „Zeitgenössische keramische Plastik“, Kunsthalle Mannheim, 1989, (Katalog mit Abbildungen)
- Gruppe KIK, Haus Greifenhorst, Krefeld, 1989
- „Keramische Plastik“, Galerie Angelika Blaeser, München, 1989
- Ekkart Klinge: Meister der Keramik in: Meister der Keramik 1978–1988, Rückblick Ausblick, Ausstellungskatalog Leverkusen 1989
- Galerie Kunen, Düren, 1990
- Galerie Terra, Arnheim, Niederlande, 1990
- „Keramik inspiriert Architektur“, Museum Arnheim, Niederlande, 1991
- Galerie Amphora, Oosterbeek, Niederlande, 1991, (Katalog mit Abbildungen)
- „Deutsche Keramische Kunst der Gegenwart“, KERAMION Frechen, 1991, (Katalog mit Abbildungen)
- Galerie Angenendt, Bonn, 1991
- GEDOK, Köln, 1991
- Manufactum, Düsseldorf, 1993
- International Ceramic Exhibition, Taipeh, Taiwan, 1994 (Katalog mit Abbildungen)
- „Paarweise“, KERAMION Frechen, 1994, (Katalog mit Abbildungen)
- Galerie Körner, Kassel, 1994
- Galerie H. Diehl, Bergisch Gladbach, 1995
- Galerie Kinkel, Bergisch Gladbach, 1997
- Kreismuseum Heinsberg, 1997
- Städtische Galerie Haus Basten, Geilenkirchen, 2005
- Rosenthal-Studio, Hamburg, 2007

## Arbeiten in öffentlichen Sammlungen
- Leipzig, Grassi Museum für Angewandte Kunst, Deutschland
- Museum of fine Arts, Taipei, Taiwan
- Museo Nacional de Ceramica, Valencia, Spanien